# Whatever You Need
Whatever You Need è un singolo della cantante statunitense naturalizzata svizzera Tina Turner, pubblicato nel 2000 ed estratto dall'album Twenty Four Seven. Il brano fu scritto da Harriet Roberts e Russell Courtenay.

## Tracce
Singolo CD Europa
1. Whatever You Need
2. River Deep - Mountain High – esecuzione dal vivo Londra '99